# Caenaugochlora elisabethae
Caenaugochlora elisabethae är en biart som beskrevs av Engel 1997. Caenaugochlora elisabethae ingår i släktet Caenaugochlora och familjen vägbin. Inga underarter finns listade.